# Peter Rasmussen (badmintonspiller)
 For alternative betydninger, se Peter Rasmussen. (Se også artikler, som begynder med Peter Rasmussen)
Peter Rasmussen (født 2. august 1974 i København) er en dansk tidligere badmintonspiller, som blandt andet vandt VM-guld (1997) og EM-guld (2002).

## Karriere
Peter Rasmussen var blot 22 år, da han højst overraskende vandt VM i 1997 i en af de mest dramatiske finaler i historien. I semifinalen havde Rasmussen slået den regerende verdensmester, indoneseren Heryanto Arbi med cifrene 9-15, 15-9, 15-2, mens hans finalemodstander, kineseren Sun Jun havde slået Poul-Erik Høyer 15-7, 14-17, 15-9. Finalen mod Sun blev den hidtil længste i VM-historien, da det tog to timer og tre minutter, inden Rasmussen havde vundet 16-17, 18-13, 15-10. Undervejs var Rasmussen bagud med 6-13, men vandt hele 12 point i træk og dermed fremtvang et tredjesæt. I løbet af dette fik Sun Jun krampe i benet, hvorved sættet trak så længe ud.
Rasmussen vandt flere store turneringer, herunder DM i 1997 og 1999, Japan Open 1997 samt EM i 2002. Han var også med på Thomas Cup-holdene i 2002 og 2004, der indbragte henholdsvis bronze og sølv; i 2004 var det hans sejr over Simon Santoso, der sikrede Danmark finalepladsen efter sejr over Indonesien. Senere i 2004 i finalen i US Open pådrog Rasmussen sig en fodskade, der tvang ham til at opgive. Skaden viste sig så alvorlig, at den betød enden på hans badmintonkarriere. Karrieren var i det hele taget en del plaget af skader.
Sin succes i badmintonsporten har Peter Rasmussen tilskrevet sin dyrkning af bushido, en japansk filosofi, som han har lært af Miyamoto Musashi. På baggrund af dette samt hans hurtige fodarbejde og kraftfulde smash blev han omtalt som "den hvide kineser".

## Hæder
Peter Rasmussen blev for sine resultater, specielt VM-guldet, i 1997 udnævnt til Årets fund i dansk idræt.

## Privatliv
Peter Rasmussens søster, Michelle, var i ungdomsårene ligeledes en habil badmintonspiller.
Efter afslutningen af badmintonkarrieren færdiggjorde Rasmussen lægestudiet, som han var i gang med undervejs i sin karriere, og han er blevet uddannet læge i lighed med sin far.